# Cuerpo de Defensa Humana
El Cuerpo de Defensa Humana es una organización militar de cómics publicada por DC Comics. Apareció por primera vez en Human Defense Corps #1 (julio de 2003) y fue creado por el escritor Ty Templeton y el artista Clément Sauvé.

## Historial de publicación
Human Defense Corps es una serie limitada de seis números publicada por DC Comics en 2003, escrita por Ty Templeton y dibujada por Clément Sauvé.
La serie no se vendió bien,y se permitió que el concepto desapareciera hasta que el escritor de Superman y Liga de la Justicia de América, James Robinson comenzó a presentar al Cuerpo en Superman vol. 3, comenzando con una mención pasajera de los eventos en la serie limitada en The Coming of Atlas (Superman #677, agosto de 2008) y seguido por la introducción gradual del Proyecto 7734 de Superman: New Krypton Special (diciembre de 2008), Superman's Pal Jimmy Olsen Special #1 (diciembre de 2008) y Action Comics #871 (enero de 2009) de Geoff Johns, avanzando a través de los números más recientes de Superman y Action Comics y los títulos asociados de Superman Supergirl y Jimmy Olsen Special #2 (octubre de 2009).
Posteriormente, DC Comics extendió la presencia del Cuerpo en el Universo DC en un artículo de 10 páginas sobre Human Defense Corps en Adventure Comics (vol. 2) #8 (marzo de 2010), vinculándolo directamente con las otras historias presentadas en el título como parte del período previo al principal evento de DC Comics, War of the Supermen, para el verano de 2010.

## Historia del grupo ficticio
En el universo de DC Comics, el Cuerpo de Defensa Humana es una rama del ejército establecida por el entonces Presidente de los Estados Unidos Lex Luthor para reducir la dependencia del gobierno de los superhumanos cuando estalla una gran crisis alienígena, actuar como respaldo de los superhéroes de la Tierra y contrarrestar específicamente cualquier amenaza alienígena a la Tierra. La membresía del Cuerpo está abierta solo a "veteranos condecorados de campañas alienígenas".
El Cuerpo tiene bases por toda la Tierra, incluso debajo del mar (Área Base de Defensa Humana 53) y en el espacio (Estación de Defensa Orbital Fort Olympus).La base marítima incluía instalaciones científicas dirigidas por el Doctor Zaius, un gorila sensible de Ciudad Gorila, que experimenta con extraterrestres y demonios capturados, aunque su ubicación se ha movido recientemente fuera de la Tierra.
Su primera misión llega cuando la 1.ª División Blindada Especial es enviada en un viaje de reconocimiento al antiguo satélite soviético Bulgravia para apoyar a las tropas del Gobierno que se habían topado con alienígenas que cambiaban de forma con armamento de alta potencia de fuego y que se suponía que eran Durlans. Son atacados en el Bosque de Galantz por alienígenas vampíricos invisibles a las armas de tecnología especial pero no a la vista ordinaria, y todos menos el sargento Montgomery Kelly de los pelotones de avanzada, sesenta y seis hombres, mueren en la escaramuza, algunos por bombardeos generales de la zona con "napalm sagrado", una mezcla entre agua bendita y gel retardante al fuego que destruye a los vampiros. El sargento Kelly y el coronel Reno Rosetti, que diseñó el arma y ordenó el ataque al lugar de lanzamiento, son condecorados como resultado.
Algún tiempo después, el Cuerpo se ve involucrado en un "ataque de centauros en Turquía", del que no se sabe nada,y también está llevando a cabo una guerra prolongada contra una raza de gente subterránea parecida a un topo llamada A'Corti, específicamente en Londres, Inglaterra.
Dos años después, después de que los sueños del incidente del Bosque Galatz afectaran a varios soldados que no estaban allí, una sesión espiritista celebrada por el capellán jefe del HDC Charlie Grahamdetermina que los miembros del Cuerpo que se suponía que habían muerto en el incidente están en el Infierno, pero no están realmente muertos y los "vampiros" con los que lucharon eran en realidad demonios. Al interrogar a Calcabrina, un demonio cautivo del incidente, descubren que un mago bulgraviano había hecho un trato para que su aldea se salvara de los estragos de la guerra civil a cambio de 66 almas y el equipo del Cuerpo de Defensa Humana había entrado y tomado su lugar. El clan demoníaco los tomó vivos para alimentarse de su energía, que es más poderosa que la energía de los muertos, como parte de un plan para extender su poder en el infierno. Guiados por Calcabrina, la Tercera División Blindada Especial invade el infierno (nombre en código Zona Interactiva Transdimensional 4 - T-Zone 4)para recuperar a los 66 miembros del Cuerpo. Kelly es supuestamente asesinado por el demonio que mató dos años antes en el bosque de Galatz, pero descubre que tiene sangre de demonio en él como resultado del incidente y no puede morir y ahora está relacionado con la sangre del clan demoníaco. Reclama el bastón del líder del clan demoníaco, Lord Scarmiglione, en la batalla, toma su lugar y el Cuerpo rescata a los 66 hombres. Los cinco hombres que mueren en la salida ahora también tienen vínculos demoníacos y poderes no especificados y el sargento Kelly y los cinco forman un vínculo diplomático entre el Infierno y la Tierra.

### Proyecto 7734
Siete años después, el General Sam Lane, el padre de Lois Lane, que se da por muerto pero que, obsesionado por la invasión alienígena y "la amenaza kryptoniana", ha estado trabajando de forma encubierta en un programa para el gobierno de los EE. UU. llamado Proyecto 7734, ha tomado el mando externo del Escuadrón K del Cuerpo de Defensa Humana bajo el mando del coronel Hazard como parte del Proyecto y trasladó la base principal del Proyecto 7734 al planeta natal de otra dimensión.El Cuerpo ahora tiene un nuevo lema e insignia Ad Infernos et Retrorsum (que significa vagamente "Al infierno y de regreso") y tecnología de traje y armamento diseñado específicamente para lidiar con los kryptonianos. El Escuadrón K ha sido creado nominalmente para neutralizar y desarmar amenazas kryptonianas específicas, pero esto ha sido asignado al Mayor Krull, el villano Reactron, que en realidad está trabajando directamente para el general Lane en la propia agenda de Lane: la destrucción de todos los kryptonianos, incluido Superman. Reactron mata al coronel Hazard por oponerse a él en esto.
Actualmente se desconoce el paradero de la mayor parte del equipo original del Cuerpo, aunque el sargento Kelly está aprendiendo a lanzar hechizos con su equipo dentro del Proyecto 7734.

## Miembros
A fecha de enero de 2010, se desconoce la mayoría de los miembros actuales del Cuerpo de Defensa Humana, con excepción del sargento Kelly. Se ha mencionado a los siguientes como miembros del Cuerpo en algún momento:
- Coronel Skynner (Human Defense Corps #1).
- Coronel Hazard (Perseus Hazard) del Escuadrón K, asesinado por Reactron por oponerse a sus acciones letales (Action Comics #882). Era el nieto del héroe de la Segunda Guerra Mundial Ulysses "Gravedigger" Hazard.
- Coronel Reno Rosetti (Teniente Rosetti en Human Defense Corps N.° 1): ordenó la muerte en el lugar de lanzamiento en el bosque de Galatz y recibió el DSM (Human Defense Corps N.° 6).
- Sargento Montgomery Kelly (especialista de primera clase), ex marine, único sobreviviente del equipo de la primera misión. Quedó a cargo del Cuerpo en el Infierno tras obtener poderes demoníacos y ahora se encuentra en la Tierra, en la Sección K, estudiando el lanzamiento de hechizos con su equipo.
- Sargento Chad Kiyahani - nieto de Louis "Little Sure Shot" Kiyahani, de la Compañía Easy del Sgto. Rock. Rescatado del Infierno.
- Sargento Dobbs - murió en el Infierno y se convirtió en parte de los '5 de Kelly'.
- Jake Grimaldi - parte del equipo de rescate en el infierno. Ahora en la Policía Científica (Superman #677).
- Sargento Pruett - detalle desconocido.
- Cabo Taylor - murió en el Infierno y se convirtió en parte de los '5 de Kelly'.
- Especialista Colin Mitchell - del Cuerpo Especial de la Fuerza Aérea, rescatado del Infierno.
- Soldado David Page - rescatado del Infierno.
- Soldado Eric Stewart - ex guardacostas, rescatado del Infierno.
- Soldado Reynolds - rescatado del Infierno.
- Bradley - rescatado del Infierno.
- David Page - presuntamente asesinado, según se le contactó en una sesión espiritista. Rescatado del Infierno.
- Capellán principal, Charlie Graham
- Doctor Zaius - enviado desde Ciudad Gorila para trabajar en la comprensión de la fisiología alienígena. Actualmente es el científico principal del Proyecto 7734 del General Lane.

## En otros medios
- Reno Rosetti aparece en Superman & Lois, interpretado por Hesham Hammoud. Esta versión es un teniente militar bajo el mando de Sam Lane. Después de recibir poderes de Kryptonita-X fuera de la pantalla, Rosetti lucha contra Superman hasta que el primero es asesinado por John Henry Irons con una lanza de Kryptonita.
  - Además, una encarnación de Rosetti en el Mundo Bizarro aparece en el episodio "Bizarros in a Bizarro World" como miembro del Departamento de Defensa de su mundo antes de desertar al culto del Método Inverso de Bizarro Ally Allston.
- El Cuerpo de Defensa Humana aparece en Mis aventuras con Superman. Esta versión de la organización fue fundada por la Task Force X.